# São Marcos (Rio Grande do Sul)
São Marcos é um município do estado do Rio Grande do Sul, no Brasil.

## História
Antes do início da colonização europeia da região, o atual território do município era tradicionalmente habitado por povos indígenas como os caingangues e os guaranis.
Em 1864, havia a necessidade de conectar por estradas os municípios de São Francisco de Paula e Montenegro, ambas no Rio Grande do Sul. Naquele ano, o desbravador Antonio Machado de Souza toma para sí a tarefa e inicia a subida da encosta do planalto, numa viagem repleta de perigos naturais, além da ameaça de silvícolas que habitavam a região. Atingindo as campinas de São Francisco de Paula de cima da Serra, adentrou terras do Oliveira Pedroso, território que, mais tarde, seria conhecido como "São Marcos Dei Polachi", a São Marcos dos Polacos.
Em 1883 é formada a Comissão de Terras, que passa a distribuir glebas aos primeiros imigrantes, sendo que o município foi povoado por italianos, que chegaram em 1885 e, a seguir, em 1891, por imigrantes poloneses. Também se estabeleceram, na região, muitos portugueses, bandeirantes paulistas, agricultores açorianos, alemães e tropeiros vindos de São Paulo.
Os italianos se estabeleceram às margens dos rios São Marcos e das Antas, na Linha Riachuelo, (onde se fala o dialeto mais antigo do mundo), na Linha Humaitá, Marechal Deodoro e Zambicari.
Negros também marcam sua presença na formação do povoado, estabelecendo-se na Linha Juá e Rincão dos Quilombos, nas proximidades do Rio da Mulada.
Pertencendo ao município de São Francisco de Paula até 1921, anexou-se à Caxias do Sul naquele ano. São Marcos foi emancipado de Caxias do Sul em 9 de outubro de 1963.

## Geografia
Localiza-se na Costa Superior do Nordeste, num ponto privilegiado da Serra Gaúcha, a uma latitude 28º58'15" sul e a uma longitude 51º04'04" oeste, estando a uma altitude de 746 metros.
Possui uma área de 263,72 km² e sua população estimada em 2014 era de 20 549 habitantes.